# 杰克·所罗门
杰克·所罗门（英語：Jack Solomon）为一位美国音讯工程师。他曾赢得了1次奥斯卡最佳音响效果奖，并在这个奖项上获得了5次提名。自1953年至1991年间他参与了90多部电影的制作。

## 精选影视作品
所罗门曾赢得了1次奥斯卡最佳音响效果奖，并获得5次提名。
获奖：
- 我爱红娘（英语：Hello, Dolly! (film)） (1969)[1]

提名：
- 吾父吾子（英语：Kotch） (1971)[2]
- 俏佳人（英语：Funny Lady） (1975)[3]
- 金刚 (1976)[4]
- 卖命生涯（英语：Hooper (film)） (1978)[5]
- 地球浩劫（英语：Meteor (film)） (1979)[6]